# Good 4 U
"Good 4 U" é uma canção da cantora estadunidense Olivia Rodrigo, gravada para seu álbum de estreia Sour (2021). A canção foi escrita por Rodrigo com o produtor Dan Nigro. Foi lançada em 14 de maio de 2021 através da Geffen e Interscope Records, como terceiro single do álbum. A faixa contém um interpolação da canção "Misery Business", da banda estadunidense Paramore, com a vocalista Hayley Williams e o ex-guitarrista Josh Farro creditados como compositores.
Misturando pop punk, pop rock e pop teen, "Good 4 U" contém guitarras elétricas e bateria, com letras abordando um ex-namorado que mudou muito rapidamente depois do término. Recebeu críticas positivas dos críticos de música, que acharam o instrumental nostálgico dos anos 1990 e 2000, e elogiaram a composição nítida de Rodrigo. O vídeo que acompanha apresenta Rodrigo como uma líder de torcida se preparando para se vingar, visualmente inspirado nos filmes clássicos dos anos 1990 e 2000, como Audition, O Diário da Princesa e Garota Infernal.
O single estreou em primeiro lugar no Canadá, Irlanda, Nova Zelândia, Singapura e Estados Unidos, tornando-se seu segundo single no topo nas paradas nos países, após o single de estreia de Rodrigo " Drivers License" (2021). Sour se tornou o primeiro álbum de estreia na história a incluir duas estreias no número um na Billboard Hot 100. Em outros lugares, "Good 4 U" alcançou o segundo lugar na Austrália e no Reino Unido, o top 20 na Lituânia e Holanda, e o top 40 na Alemanha, Noruega e Suécia.

## Antecedentes e lançamento
Rodrigo anunciou seu álbum de estreia, Sour, em 1 de abril de 2021. "Good 4 U" aparece em sexto lugar na lista de faixas. Rodrigo especulou a canção em 31 de março com uma imagem postada nas redes sociais. Em 10 de maio, ela anunciou através de suas contas nas redes sociais que "Good 4 U" se tornaria o terceiro single de Sour em 14 de maio, após "Drivers License" e "Deja Vu". Ao lado do anúncio, ela também divulgou a capa canção.

## Vídeo musical

Cena de Rodrigo no quarto em chamas no vídeo de "Good 4 U".

Um vídeo musical dirigido por Petra Collins foi lançado ao lado da canção em 14 de maio de 2021. O vídeo faz referência aos filmes de terror Audition e Garota Infernal e ao filme O Diário da Princesa de 2001, e apresenta Rodrigo como uma líder de torcida que quer se vingar de seu ex-namorado, com cenas intercaladas com ela em um mercado, em uma quadra de basquete com outras líderes de torcidas, queimando o quarto de seu ex-companheiro e em uma floresta, onde termina com ela nadando em um lago, semelhante a uma cena da personagem Jennifer Check (Megan Fox), de Garota Infernal.

## Apresentações ao vivo
Rodrigo cantou "Good 4 U" pela primeira vez no Saturday Night Live em 15 de maio de 2021. A música também foi cantada nos VMA de 2021.

## Desempenho comercial
Nos Estados Unidos, "Good 4 U" estreou no topo da Billboard Hot 100, tornando-se o segundo single número um de Rodrigo no país, após "Drivers License" liderar o topo por oito semanas. Sour se tornou o primeiro álbum de estreia na história a ter duas canções estreando no topo, assim como o terceiro álbum por uma artista feminina a estrear dois singles no número um da Hot 100, após Daydream (1995) de Mariah Carey e Thank U, Next (2019) de Ariana Grande. "Good 4 U" também foi o terceiro single consecutivo do álbum a alcançar o top 10 nos Estados Unidos. A canção conseguiu 43,2 milhões de streams nos Estados Unidos e vendeu 12.000 cópias na semana encerrada em 20 de maio. A faixa estreou no topo da parada Streaming Songs, tornando-se o segundo single de Rodrigo na parada, depois que "Drivers License" liderou por quatro semanas, e alcançou a quinta posição na Digital Song Sales.
No Reino Unido, "Good 4 U" acumulou mais de 1 milhão de streams em seus primeiros três dias. "Good 4 U" estreou em segundo lugar na UK Singles Chart, tornando-se o segundo single de Rodrigo no top 10 e o terceiro no top 20 do país. Em sua segunda semana, a canção liderou as paradas, tornando-se o segundo single número um de Rodrigo depois de "Drivers License". "Good 4 U" se tornou o maior single do Reino Unido em 2021 até agora, conseguindo mais de 117.000 unidades vendidas em sua segunda semana, incluindo 13,5 milhões de streams, para alcançar o número um.
Na Irlanda, "Good 4 U" se tornou a segunda canção número um de Rodrigo na Irish Singles Chart, depois de "Drivers License". Com isso, todos os singles de Sour entraram no top 10 da parada. "Good 4 U" também liderou a parada de singles da Nova Zelândia e Singapura. Na Austrália, "Good 4 U" estreou na segunda posição da ARIA Singles Chart em sua semana de lançamento. Após o lançamento de Sour, subiu para o primeiro lugar.

### Tabelas semanais
| Tabela musical (2021)                        | Melhor posição |
| -------------------------------------------- | -------------- |
| Alemanha (Offizielle Deutsche Charts)        | 1              |
| Argentina (Argentina Hot 100)                | 34             |
| Austrália (ARIA)                             | 1              |
| Áustria (Ö3 Austria Top 75)                  | 1              |
| Bélgica (Ultratop 50 da Valônia)             | 23             |
| Bélgica (Ultratop 50 de Flandres)            | 1              |
| Bolívia (Monitor Latino)                     | 18             |
| Brasil (UBC Top Streaming)                   | 6              |
| Canadá (Canadian Hot 100)                    | 1              |
| República Checa (Singles Digitál Top 100)    | 1              |
| Dinamarca (Hitlisten)                        | 1              |
| Eslováquia (Singles Digitál Top 100)         | 1              |
| Espanha (PROMUSICAE)                         | 13             |
| Estados Unidos (Billboard Hot 100)           | 1              |
| Estados Unidos (Billboard Adult Top 40)      | 25             |
| Estados Unidos (Billboard Mainstream Top 40) | 8              |
| Finlândia (Suomen virallinen lista)          | 3              |
| França (SNEP)                                | 21             |
| Global 200 (Billboard)                       | 1              |
| Hungria (Single Top 40)                      | 12             |
| Hungria (Stream Top 40)                      | 1              |
| Índia (IMI)                                  | 5              |
| Irlanda (IRMA)                               | 1              |
| Itália (FIMI)                                | 29             |
| Lituânia (AGATA)                             | 7              |
| Malásia (RIM)                                | 8              |
| Noruega (VG-lista)                           | 1              |
| Nova Zelândia (Recorded Music NZ)            | 1              |
| Países Baixos (Dutch Top 40)                 | 1              |
| Países Baixos (Single Top 100)               | 1              |
| Panamá (Monitor Latino)                      | 18             |
| Portugal (AFP)                               | 1              |
| Reino Unido (UK Singles Chart)               | 1              |
| República Dominicana (Monitor Latino)        | 13             |
| Singapura (RIAS)                             | 1              |
| Suécia (Sverigetopplistan)                   | 2              |
| Suíça (Schweizer Hitparade)                  | 1              |

## Certificações
| Região | Certificação | Vendas     |
| --- | ------------ | ---------- |
| Austrália (ARIA)                                                                                             | 8×Platina    | 560.00‡    |
| Canadá (Music Canada)                                                                                        | 8×Platina    | 640.000‡   |
| Espanha (PROMUSICAE)                                                                                         | Platina      | 40.000‡    |
| Estados Unidos (RIAA)                                                                                        | 7×Platina    | 7.000.000‡ |
| Itália (FIMI)                                                                                                | Platina      | 70.000‡    |
| Nova Zelândia (RMNZ)                                                                                         | 3×Platina    | 90.000‡    |
| Portugal (AFP)                                                                                               | 3×Platina    | 30.000‡    |
| Reino Unido (BPI)                                                                                            | 3×Platina    | 2.100.000‡ |
| * Números de vendas baseados na certificação. ‡ Números de vendas+streaming baseados apenas na certificação. |              |            |

## Históricos de lançamentos
| Região    | Data               | Formato(s)                 | Gravadora         | Ref.   |
| --------- | ------------------ | -------------------------- | ----------------- | ------ |
| Várias    | 14 de maio de 2021 | Download digital streaming | Geffen Interscope | [ 61 ] |
| Austrália | 17 de maio de 2021 | Rádios mainstream          | Universal         | [ 62 ] |